# Цаган-Морин
Цага́н-Мори́н (бур. Сагаан Морин — белая лошадь) — улус в Закаменском районе Бурятии, административный центр сельского поселения «Цаган-Моринское».

## География
Самое отдалённое село в так называемом «верхнем кусту», куда, помимо Цаган-Морина, входят сёла Ехэ-Цакир, Бортой, Баянгол и Мыла. Находится к северу от автотрассы Закаменск — Улан-Удэ. Расстояние от районного центра, города Закаменска — около 85 км. Расстояние до города Улан-Удэ по автодороге — 440 км.
Цаган-Морин расположен в узкой долине между двумя горами и большая часть домов расположены на склоне одной из них. В нижней части села протекает река Нуд.

## Климат
Климат — резко континентальный.
Зимние месяцы очень холодные, малоснежные. Весна ветреная, с малым количеством осадков. Лето короткое, с обильными осадками в июле и августе, вечера прохладные.

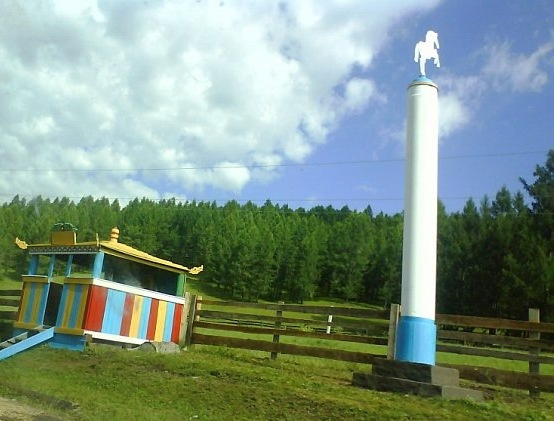
Символ Цаган-Морина при въезде в село

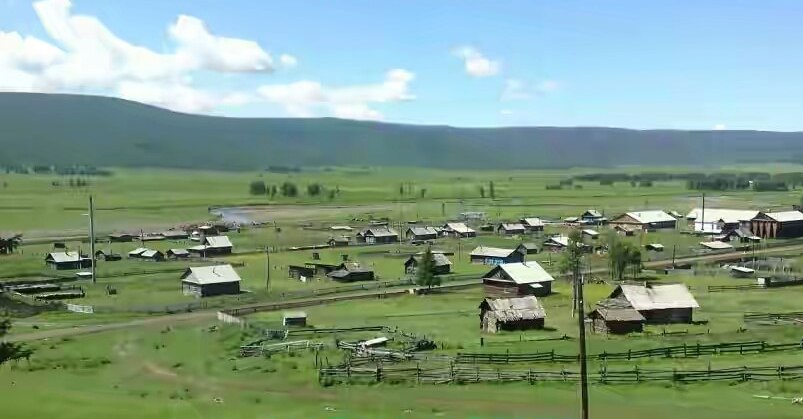
Село Цаган-Морин

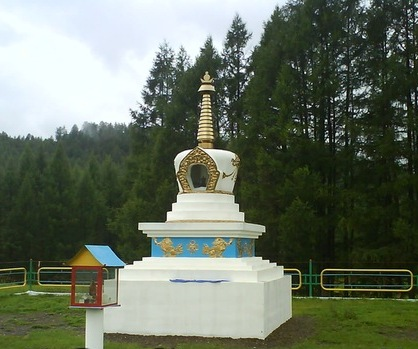
Субурган в Цаган-Морине

## История
В 1927 году в улусе была построена первая школа.

## Население
| 2002 | 2006 | 2010 | 2012 | 2013 | 2016 | 2017 |
| ---- | ---- | ---- | ---- | ---- | ---- | ---- |
| 550  | ↘521 | ↗524 | ↘508 | ↗509 | ↘476 | ↘458 |
| 2018 | 2019 | 2020 | 2021 | 2023 | 2024 |      |
| ↗459 | ↗469 | ↘449 | ↘398 | ↘385 | ↘380 |      |

Национальный состав
Население полностью бурятское.

## Инфраструктура
- сельская администрация
- фельдшерско-акушерский пункт
- средняя школа[13]
- спортзал
- детский сад «Солнышко»
- Дом культуры

## Экономика
Большая часть населения занимается сельским хозяйством. В окрестностях села расположены несколько фермерских точек. В урожайные годы добывают в тайге кедровые орехи и ягоды для личного потребления и на продажу.

## Природные ресурсы
Территория улуса Цаган-Морин находится в горно-таежной местности, в зоне рискованного земледелия.

### Флора
Растительный мир вокруг Цаган-Морина очень богат. Здесь растет лиственница, берёза, кедр, брусника, голубика, земляника, чёрная смородина, черника, кислица, грибы- маслята, груздь, подберёзовик, рыжик, шиповник, черемухи и т. д. В лугах растет разнообразные виды трав и цветов.

### Фауна
Тайга вокруг улуса полна разнообразными представителями животного мира. Здесь обитают косули, белки, зайцы, кабаны, изюбри, кабарга, рыси, соболи, сурки, тарбаганы. Мир хищников представлен медведями, лисами и волками. Из птиц здесь обитают журавли, коршуны, орлы, глухари, рябчики, куропатки и др.

## Достопримечательности
Перед зданием сельской администрации на двух деревянных подставах лежит камень. По легенде, житель улуса Цаган-Морин Бадма Жамбалов поднял этот камень весом в 260 кг и пронес его 214 метров. Над камнем, на стене здания прикреплена табличка:

В 1828- 1829 гг. этот камень весом 260 кг. принёс на руках с подножия горы Хонто, что находится в 5 км. от села Цаган-Морин, Жамбалов Бадма «Барьятов» из рода «Арга», сын Улзэты к летнику, чтобы упражняться— 

## Известные люди
- Б. Б. Бадмаев — доктор технических наук, сотрудник БНЦ
- Данзанов, Бадма Цыренович — советский хозяйственный, государственный и политический деятель, Герой Социалистического Труда[15].
- Шабаев, Николай Чимитович (род. в 1949) — поэт, член союза писателей России, заслуженный работник культуры Бурятской АССР, автор сборника стихов «Энхэрэл» («Нежность»), работал главным редактором студии телевидения БГТРК, уроженец села Верхние Тальцы Хоринского района, вырос в селе Цаган-Морин[16].

## Сотовые операторы
- Tele2
- МегаФон